# Esther Dysonová
Esther Dysonová (* 14. července 1951 Curych) je americká komentátorka a podnikatelka v oboru informačních technologií.

## Život
Esther Dysonová se narodila ve švýcarském Curychu. Roku 1974 dostudovala ekonomii na Harvardově univerzitě a začala pracovat v časopise Forbes, od roku 1977 byla analytičkou různých investičních společností, specializovala se obor informačních technologií.
Roku 1983 odkoupila společnost Rosen Research, kterou přejmenovala na EDventure Holdings. Svou společnost orientovala na financování nově vzniklých nových a rozvíjejících se firem v oblasti informatiky a moderních technologií, takto financovala například Flickr, nebo del.icio.us. Od poloviny 80. let vydávala měsíčník Release 1.0. V letech 1998–2000 stála v čele společnosti ICANN (Internet Corporation for Assigned Names and Numbers) zabývající se ve spolupráci s vládou USA koordinací politiky přidělování jmen internetových domén. Od 90. let investuje v Rusku (spoluzaložila TrustWorks, byla členkou správní rady Yandexu), v 21. století se obrátila ke kosmickému průmyslu, podpořila například společnosti Space Adventures, XCOR Aerospace, Constellation Services, Zero-G, Airship Ventures a jiné.
Dlouhodobě se podílí na činnosti amerických vládou podporovaných nevládních organizací, prosazujících americké zahraničněpolitické cíle ve světě jako National Endowment for Democracy a Eurasia Foundation. Podporuje i Sunlight Foundation, Santa Fe Institute a další.
V říjnu 2008 společnost Space Adventures oznámila její jmenování do záložní posádky kosmické lodi Sojuz TMA-14. V posádce byla náhradnicí vesmírného turisty Charlese Simonyiho, člena 16. návštěvní expedice na Mezinárodní vesmírnou stanici s formálním statusem účastníka kosmického letu. Od listopadu 2008 do března 2009 absolvovala plnohodnotný výcvik kosmonauta – účastníka kosmického letu, 3. – 4. března složila záložní posádka Maxim Surajev, Jeffrey Williams, Esther Dysonová závěrečné zkoušky na výbornou. Za výcvik zaplatila 3 milióny USD.